# Pirovački Zaliv
Pirovački Zaliv är en vik i Kroatien. Den ligger i den södra delen av landet, 220 km söder om huvudstaden Zagreb.